# Festival da Canção 1992
Das 29. Festival da Canção fand am 7. März 1992 im Teatro São Luiz in Lissabon statt. Gleichzeitig diente es als portugiesischer Vorentscheid für den Eurovision Song Contest 1992 in Schweden. Der austragende Fernsehsender Rádio e Televisão de Portugal teilte die Veranstaltung in zwei Teile und lud fünf Komponisten ein, ein Lied für das große Finale des diesjährigen RTP-Festivals zu komponieren. Die anderen fünf Lieder stammten aus dem Halbfinale des Festivals, das fünf Wochen lang (vom 12. Januar bis 9. Februar) in der Sendung „Entretenimento Total“ stattfand.
Die Halbfinals wurden allesamt in den Telecine Studios in der portugiesischen Kleinstadt Algés produziert und von Júlio Isidro moderiert. Die fünfköpfige Jury bestehend aus Adelaide Ferreira (Sängerin), Carlos Avilez (Bühnenregisseur), João Braga (Fado-Sänger), João Filipe Barbosa (Journalist/Direktor für Musik- und Freizeitprogramme bei RTP) und Luís Villas-Boas (Jazz-Promoter) vergab 1 bis 10 Punkte pro Lied und bestimmte somit die Teilnehmer für das große Finale.
Im Finale am 7. März wurde per Juryvoting abgestimmt. Sieger des Wettbewerbs und damit Portugals Beitrag zum Eurovision Song Contest in Malmö war die Sängerin Dina mit dem Song Amor d'água fresca, die im Finale mit 26 Punkten den 17. von 23. Plätzen belegte.

## Halbfinale

### Erstes Halbfinale
| Startnr. | Interpret      | Lied                    | Musik und Text                                                         | Rang | Punkte |
| -------- | -------------- | ----------------------- | ---------------------------------------------------------------------- | ---- | ------ |
| 1.       | Carla Saramago | Louca ilusão            | T: Ana Paula Coelho, Carla Brito Santos, Carla Saramago; M: José Liaça | 11.  | 22     |
| 2.       | Olívia         | Chão de baile           | T: Rosa Lobato de Faria; M: Fernando Correia Martins                   | 10.  | 25     |
| 3.       | Álvaro         | Num campo de margaridas | T: Gil Milheiro; M: Mário Tavares                                      | 13.  | 17     |

### Zweites Halbfinale
| Startnr. | Interpret   | Lied                     | Musik und Text                   | Rang | Punkte |
| -------- | ----------- | ------------------------ | -------------------------------- | ---- | ------ |
| 1.       | Tozé Morais | Esta noite vou mais além | T: Tozé Morais; M: Rui Padinha   | 15.  | 14     |
| 2.       | Zé Mi       | É à noite                | T/M: Luís Maduro                 | 6.   | 30     |
| 3.       | Dina        | Amor d'água fresca       | T: Rosa Lobato de Faria; M: Dina | 2.   | 40     |

 Kandidat hat sich für das Finale qualifiziert.

### Drittes Halbfinale
| Startnr. | Interpret      | Lied              | Musik und Text                                 | Rang | Punkte |
| -------- | -------------- | ----------------- | ---------------------------------------------- | ---- | ------ |
| 1.       | Isabel Campelo | Chuva de alegria  | T: Nuno Gomes dos Santos; M: Alexandre Ribeiro | 8.   | 28     |
| 2.       | Marco Quelhas  | Paisagens de amor | T/M: Marcelino Quelhas                         | 9.   | 27     |
| 3.       | Maria Emauz    | Outra noite       | T/M: Maria Emauz                               | 4.   | 31     |

 Kandidat hat sich für das Finale qualifiziert.

### Viertes Halbfinale
| Startnr. | Interpret      | Lied                 | Musik und Text                                       | Rang | Punkte |
| -------- | -------------- | -------------------- | ---------------------------------------------------- | ---- | ------ |
| 1.       | Tony Carreira  | Romântico e sonhador | T/M: António Antunes                                 | 14.  | 16     |
| 2.       | São            | Baloiço ao vento     | T: Maria da Conceição e Silva; M: Mário Rui Teixeira | 11.  | 22     |
| 3.       | Cristina Roque | A tua cor café       | T/M: Marco Quelhas                                   | 4.   | 31     |

 Kandidat hat sich für das Finale qualifiziert.

### Fünftes Halbfinale
| Startnr. | Interpret   | Lied                 | Musik und Text                                             | Rang | Punkte |
| -------- | ----------- | -------------------- | ---------------------------------------------------------- | ---- | ------ |
| 1.       | Luísa Basto | Barco dos navegantes | T/M: Nuno Gomes dos Santos                                 | 6.   | 30     |
| 2.       | Nani        | Eu sou Maria-rapaz   | T: Rosa Lobato de Faria; M: Luís Filipe                    | 1.   | 42     |
| 3.       | Os Safari   | Amo o sol            | T/M: Fernando Araújo, José Luís Fernandes, Paulo Fernandes | 2.   | 40     |

 Kandidat hat sich für das Finale qualifiziert.

## Finale
| Startnr. | Interpret       | Lied                      | Musik und Text                                             | Rang | Punkte |
| -------- | --------------- | ------------------------- | ---------------------------------------------------------- | ---- | ------ |
| 1.       | Rita Guerra     | Meu amor inventado em mim | T/M: Pedro Osório                                          | 2.   | 170    |
| 2.       | Dina            | Amor d'água fresca        | T: Rosa Lobato de Faria; M: Dina                           | 1.   | 230    |
| 3.       | Luís Duarte     | Um amigo sempre à mão     | T/M: Paco Bandeira                                         | 10.  | 47     |
| 4.       | José Carvalho   | Foi aparecida             | T/M: Paulo de Carvalho                                     | 8.   | 100    |
| 5.       | Isabel Campelo  | Boa noite, tristeza       | T/M: José Niza                                             | 4.   | 141    |
| 6.       | Nani            | Eu sou Maria-rapaz        | T: Rosa Lobato de Faria; M: Luís Filipe                    | 3.   | 157    |
| 7.       | Os Safari       | Amo o sol                 | T/M: Fernando Araújo, José Luís Fernandes, Paulo Fernandes | 5.   | 140    |
| 8.       | Maria Emauz     | Outra noite               | T/M: Maria Emauz                                           | 9.   | 52     |
| 9.       | Christina Roque | A tua cor café            | T/M: Marco Quelhas                                         | 6.   | 137    |
| 10.      | Diana           | Um adeus que demora       | T/M: Nuno Nazareth Fernandes                               | 7.   | 102    |